# Maksim Nedasekau
Maksim Nedasekau (Vitebsk, 21 de janeiro de 1998) é um atleta do salto em altura bielorrusso, medalhista olímpico.
Em 2019, ele conquistou a medalha de prata na prova por equipes nos Jogos Europeus de 2019. Nos Jogos Olímpicos de Verão de 2020, conquistou a medalha de bronze com a marca de 2,37 m, seu recorde pessoal.